# Місцеві вибори в Росії 2020
У єдиний день голосування 13 вересня 2020 року в Російській Федерації пройшли виборні кампанії різного рівня по суб'єктах РФ, включаючи вибори глав 20 суб'єктів Федерації (18 прямих, 2 — через парламенти суб'єктів) і вибори депутатів законодавчих органів державної влади в 11 суб'єктах РФ. В регіонах, де губернатори пішли у відставку після 13 червня 2020 року, вибори пройдуть в єдиний день голосування 2021 року.

## Додаткові вибори в Державну думу VII скликання
Додаткові вибори депутатів на нижче вказаних округах відбулися в єдиний день голосування 13 вересня 2020 року. Необхідність додаткових виборів до Держдуми 7-го скликання (2016—2021) обумовлена наступними обставинами:
20 червня 2019 року депутат Державної думи по Сеймському окрузі Віктор Карамишев був обраний головою міста Курська;
21 і 23 січня 2020 року депутати Державної думи по Лермонтовському окрузі Леонід Левін і по Ярославському окрузі Олександр Грибов призначені заступниками керівника апарату уряду РФ;
7 лютого 2020 року при аварії гелікоптера загинув депутат від Нижньокамського округу Айрат Хайруллін.
| № | Одномандатний округ  | Попередній депутат                                           | Явка    | Кандидати                       | Кандидати                                                                     | Партія  | Результат | Результат |
| - | -------------------- | ------------------------------------------------------------ | ------- | ------------------------------- | ----------------------------------------------------------------------------- | ------- | --------- | --------- |
| 1 | Сеймський № 110      | Віктор Миколайович Карамишев (Єдина Росія) до 9 липня 2019   | 40,07 % | Олексій Михайлович Золотарьов   | Єдина Росія                                                                   | 175 796 | 60,08 %   |           |
| 1 | Сеймський № 110      | Віктор Миколайович Карамишев (Єдина Росія) до 9 липня 2019   | 40,07 % | Олексій Миколайович Бобовніков  | КПРФ                                                                          | 25 650  | 14,20 %   |           |
| 1 | Сеймський № 110      | Віктор Миколайович Карамишев (Єдина Росія) до 9 липня 2019   | 40,07 % | Анатолий Олександрович Куракін  | Справедлива Росія                                                             | 15 727  | 8,71 %    |           |
| 1 | Сеймський № 110      | Віктор Миколайович Карамишев (Єдина Росія) до 9 липня 2019   | 40,07 % | Олексій Юрійович Томанов        | ЛДПР                                                                          | 14 508  | 8,03 %    |           |
| 1 | Сеймський № 110      | Віктор Миколайович Карамишев (Єдина Росія) до 9 липня 2019   | 40,07 % | Артем Васильович Вакарєв        | Комуністи Росії                                                               | 11 388  | 6,30 %    |           |
|   |                      |                                                              |         |                                 |                                                                               |         |           |           |
| 2 | Лермонтовський № 147 | Леонід Леонідович Левін (Справедлива Росія) до 22 січня 2020 | 50,1 %  | Олександр Михайлович Самокутяєв | Справедлива Росія                                                             | 162 004 | 60,38 %   |           |
| 2 | Лермонтовський № 147 | Леонід Леонідович Левін (Справедлива Росія) до 22 січня 2020 | 50,1 %  | Олександр Васильевич Трутнєв    | КПРФ                                                                          | 34 925  | 13,02 %   |           |
| 2 | Лермонтовський № 147 | Леонід Леонідович Левін (Справедлива Росія) до 22 січня 2020 | 50,1 %  | Вадим Юрійович Сердовинцев      | ЛДПР                                                                          | 19 803  | 7,38 %    |           |
| 2 | Лермонтовський № 147 | Леонід Леонідович Левін (Справедлива Росія) до 22 січня 2020 | 50,1 %  | Євген Володимирович Ворожцов    | Російська партія пенсіонерів за соціальну справедливість (Партія пенсіонерів) | 19 626  | 7,32 %    |           |
| 2 | Лермонтовський № 147 | Леонід Леонідович Левін (Справедлива Росія) до 22 січня 2020 | 50,1 %  | Фатіма Вазноєвна Хугаєва        | Комуністи Росії                                                               | 11 118  | 4,14 %    |           |
| 2 | Лермонтовський № 147 | Леонід Леонідович Левін (Справедлива Росія) до 22 січня 2020 | 50,1 %  | Кирил Сергійович Метальников    | Громадянська платформа                                                        | 10 957  | 4,08 %    |           |
|   |                      |                                                              |         |                                 |                                                                               |         |           |           |
| 3 | Ярославський № 194   | Олександр Сергійович Грибов (Єдина Росія) до 4 лютого 2020   | 22,68 % | Андрій Миколайович Коваленко    | Єдина Росія                                                                   | 47 562  | 40,27 %   |           |
| 3 | Ярославський № 194   | Олександр Сергійович Грибов (Єдина Росія) до 4 лютого 2020   | 22,68 % | Анатолий Іванович Лісіцин       | Справедлива Росія                                                             | 40 407  | 34,21 %   |           |
| 3 | Ярославський № 194   | Олександр Сергійович Грибов (Єдина Росія) до 4 лютого 2020   | 22,68 % | Єлена Дмитрівна Кузнєцова       | КПРФ                                                                          | 13 817  | 11,70 %   |           |
| 3 | Ярославський № 194   | Олександр Сергійович Грибов (Єдина Росія) до 4 лютого 2020   | 22,68 % | Олег Ігорович Виноградов        | Яблуко (партія)                                                               | 4578    | 3,88 %    |           |
| 3 | Ярославський № 194   | Олександр Сергійович Грибов (Єдина Росія) до 4 лютого 2020   | 22,68 % | Ірина Валерівна Лобанова        | ЛДПР                                                                          | 4049    | 3,43 %    |           |
| 3 | Ярославський № 194   | Олександр Сергійович Грибов (Єдина Росія) до 4 лютого 2020   | 22,68 % | Володимир Петрович Ворожцов     | Російська партія пенсіонерів за соціальну справедливість (Партія пенсіонерів) | 2188    | 1,85 %    |           |
| 3 | Ярославський № 194   | Олександр Сергійович Грибов (Єдина Росія) до 4 лютого 2020   | 22,68 % | Олег Олександрович Булаєв       | Комуністична партія соціальної справедливості (КПСС)                          | 1380    | 1,17 %    |           |
| 3 | Ярославський № 194   | Олександр Сергійович Грибов (Єдина Росія) до 4 лютого 2020   | 22,68 % | Оксана Миколаївна Ромашкова     | Комуністи Росії                                                               | 1356    | 1,15 %    |           |
|   |                      |                                                              |         |                                 |                                                                               |         |           |           |
| 4 | Нижньокамський № 28  | Айрат Назипович Хайрулін (Єдина Росія) до 11 лютого 2020 †   | 86,69 % | Олег Вікторович Морозов         | Єдина Росія                                                                   | 279 450 | 73,42 %   |           |
| 4 | Нижньокамський № 28  | Айрат Назипович Хайрулін (Єдина Росія) до 11 лютого 2020 †   | 86,69 % | Альберт Ахметвагизович Ягудін   | КПРФ                                                                          | 35 536  | 9,34 %    |           |
| 4 | Нижньокамський № 28  | Айрат Назипович Хайрулін (Єдина Росія) до 11 лютого 2020 †   | 86,69 % | Ільнар Рашитович Сираєв         | Справедлива Росія                                                             | 26 001  | 6,83 %    |           |
| 4 | Нижньокамський № 28  | Айрат Назипович Хайрулін (Єдина Росія) до 11 лютого 2020 †   | 86,69 % | Микола Олександрович Барсуков   | Комуністи Росії                                                               | 14 351  | 3,77 %    |           |
| 4 | Нижньокамський № 28  | Айрат Назипович Хайрулін (Єдина Росія) до 11 лютого 2020 †   | 86,69 % | Андрій Васильович Колосов       | ЛДПР                                                                          | 14 149  | 3,72 %    |           |
| 4 | Нижньокамський № 28  | Айрат Назипович Хайрулін (Єдина Росія) до 11 лютого 2020 †   | 86,69 % | Леонід Михайлович Стражников    | Комуністична партія соціальної справедливості (КПСС)                          | 8736    | 2,30 %    |           |

## Регіональні вибори

### Глави суб'єктів федерації

#### Прямі вибори
| №  | Суб'єкт федерації           | Вибори                        | Діючий (попередній) глава | (в. о.) глави                                                                     | Обраний                           | Відсоток голосів | Явка    | В Раду Федерації призначений(а) |
| -- | --------------------------- | ----------------------------- | --- | --------------------------------------------------------------------------------- | --------------------------------- | ---------------- | ------- | ------------------------------- |
| 1  | Іркутська область           | Дострокові вибори губернатора | Сергій Георгієвич Левченко 2 жовтня 2015 — 12 грудня 2019 (дострокова відставка, строк збігав у жовтні 2020 року)                                        | Ігор Іванович Кобзєв з 12 грудня 2019                                             | Ігор Іванович Кобзєв              | 60,79 %          | 32,63 % | Андрій Володимирович Чернишов   |
| 2  | Єврейська автономна область | Вибори губернатора            | Олександр Борисович Левінталь 25 лютого 2015 — 12 грудня 2019 (дострокова відставка, строк збігав у вересні 2020 року)                                   | Ростислав Ернстович Гольдштейн з 12 грудня 2019                                   | Ростислав Ернстович Гольдштейн    | 82,5 %           | 73,02 % | Юрій Константинович Валяєв      |
| 3  | Пермський край              | Дострокові вибори губернатора | Максим Геннадійович Решетніков 6 лютого 2017 — 21 січня 2020 (дострокова відставка у зв'язку з призначенням міністром, строк збігав у вересні 2022 року) | (вакантно с 21 січня по 6 лютого 2020) Дмитро Миколайович Махонін з 6 лютого 2020 | Дмитро Миколайович Махонін        | 75,69 %          | 35,76 % | Андрій Аркадійович Клімов       |
| 4  | Чувашія                     | Вибори глави                  | Михайло Васильович Ігнатьєв 29 серпня 2010 — 29 січня 2020 (дострокова відставка у зв'язку із втратою довіри, строк збігав у вересні 2020 року)          | Олег Олексійович Ніколаєв з 29 січня 2020                                         | Олег Олексійович Ніколаєв         | 75,61 %          | 55,51 % | Микола Васильович Фьодоров      |
| 5  | Калузька область            | Вибори губернатора            | Анатолий Дмитрович Артамонов 24 ноября 2000 — 13 февраля 2020 (дострокова відставка, строк збігав у вересні 2020 року)                                   | Владислав Валерійович Шапша з 13 лютого 2020                                      | Владислав Валерійович Шапша       | 71,19 %          | 35,39 % | Анатолий Дмитрович Артамонов    |
| 6  | Архангельська область       | Вибори губернатора            | Ігор Анатолійович Орлов 3 лютого 2012 — 2 квітня 2020 (дострокова відставка, строк збігав у вересні 2020 року)                                           | Олександр Віталійович Цибульський з 2 квітня 2020                                 | Олександр Віталійович Цибульський | 69,63 %          | 32,65 % | Олександр Миколайович Некрасов  |
| 7  | Республіка Комі             | Дострокові вибори глави       | Сергій Анатолійович Гапліков 30 вересня 2015 — 2 квітня 2020 (дострокова відставка, строк збігав у вересні 2021 року)                                    | Володимир Вікторович Уйба з 2 квітня 2020                                         | Володимир Вікторович Уйба         | 73,16 %          | 30,16 % | Ольга Миколаєвна Єпіфанова      |
| 8  | Камчатський край            | Досрочные вибори губернатора  | Володимир Іванович Ілюхін 25 лютого 2011 — 3 квітня 2020 (дострокова відставка, строк збігав у вересні 2020 года)                                        | Володимир Вікторович Солодов з 3 квітня 2020                                      | Володимир Вікторович Солодов      | 80,51 %          | 37,15 % | Борис Олександрович Невзоров    |
| 9  | Брянська область            | Вибори губернатора            | Олександр Васильович Богомаз 9 вересня 2014 — 28 вересня 2020                                                                                            |                                                                                   | Олександр Васильович Богомаз      | 71,69 %          | 50,37 % | Вадим Євгенович Дєньгін         |
| 10 | Татарстан                   | Вибори президента             | Рустам Нургалієвич Мінніханов 25 березня 2010 — 18 вересня 2020                                                                                          |                                                                                   | Рустам Нургалієвич Мінніханов     | 83,27 %          | 78,78 % | Ленар Ринатович Сафін           |
| 11 | Краснодарський край         | Вибори губернатора            | Веніамін Іванович Кондратьєв 22 квітня 2015 — 22 вересня 2020                                                                                            |                                                                                   | Веніамін Іванович Кондратьєв      | 82,97 %          | 68,63 % | Олексій Миколайович Кондратенко |
| 12 | Ленінградська область       | Вибори губернатора            | Олександр Юрієвич Дрозденко 28 травня 2012 — 30 вересня 2020                                                                                             |                                                                                   | Олександр Юрієвич Дрозденко       | 83,61 %          | 51,52 % | Сергій Миколайович Пермінов     |
| 13 | Костромська область         | Вибори губернатора            | Сергій Константинович Ситников 28 квітня 2012 — 15 жовтня 2020                                                                                           |                                                                                   | Сергій Константинович Ситников    | 64,65 %          | 31,98 % | Микола Андрійович Журавльов     |
| 14 | Смоленська область          | Вибори губернатора            | Олексій Володимирович Островський 26 квітня 2012 — 28 вересня 2020                                                                                       |                                                                                   | Олексій Володимирович Островський | 56,54 %          | 29,67 % | Ніна Германівна Куліковських    |
| 15 | Пензенська область          | Вибори губернатора            | Іван Олександрович Бєлозерцев 25 травня 2015 — 21 вересня 2020                                                                                           |                                                                                   | Іван Олександрович Бєлозерцев     | 78,72 %          | 56,66 % | Марія Олексіївна Львова-Бєлова  |
| 16 | Тамбовська область          | Вибори глави адміністрації    | Олександр Валерійович Нікітін 25 травня 2015 — 22 вересня 2020                                                                                           |                                                                                   | Олександр Валерійович Нікітін     | 79,30 %          | 64,60 % | Олександр Михайлович Бабаков    |
| 17 | Ростовська область          | Вибори губернатора            | Василь Юрієвич Голубєв 14 червня 2010 — 29 вересня 2020                                                                                                  |                                                                                   | Василь Юрієвич Голубєв            | 65,53 %          | 42,99 % | Андрій Володимирович Яцкін      |

#### Голосування в парламенті
| №> | Суб'єкт федерації                         | Посада     | Попередній глава | (в. о.) глави                             | Кандидати                                                                             | Дата голосування | Результат                                                       | В Раду Федерації призначено |
| -- | ----------------------------------------- | ---------- | --- | ----------------------------------------- | ------------------------------------------------------------------------------------- | ---------------- | --------------------------------------------------------------- | --------------------------- |
| 1  | Ненецький автономний округ                | Губернатор | Олександр Віталійович Цибульський 28 вересня 2017 — 2 квітня 2020 (дострокова відставка у зв'язку з в/о губернатора Архангельської області, строк збігав у жовтні 2023 року) | Юрій Васильович Бездудний с 2 апреля 2020 | Юрій Васильович Бездудний Ігор Миколаєвич Пінаєв Андрій Володимирович Смиченков       | 13 вересня 2020  | Юрій Васильович Бездудний 14 з 16 депутатів (87,5 % голосів)    | Денис Володимирович Гусєв   |
| 2  | Ханти-Мансійський автономний округ — Югра | Губернатор | Наталія Володимирівна Комарова 1 березня 2010 — 13 вересня 2020 |                                           | Наталія Володимирівна Комарова Олексій Володимирович Савінцев Михайло Іванович Сердюк | 13 сентября 2020 | Наталія Володимирівна Комарова 29 з 38 депутатів (76 % голосів) | Едуард Володимирович Ісаков |

### Парламенти суб'єктів федерації
| №  | Суб'єкт федерації                                                | Вибори                        | Депутатів    | Виборча система               | Результат | Явка    | В Раду Федерації призначено     |
| -- | ---------------------------------------------------------------- | ----------------------------- | ------------ | ----------------------------- | --------- | ------- | ------------------------------- |
| 1  | Республіка Комі                                                  | Вибори в Державну раду        | 30           | змішана (15 проп. + 15 маж.)  |           | 30,14 % | Шумілова Єлена Борисівна        |
| 2  | Білгородська область                                             | Вибори в обласну думу         | 50           | змішана (25 проп. + 25 маж.)  |           | 54,48 % | Савченко Євген Степанович       |
| 3  | Воронезька область                                               | Вибори в обласну думу         | 56           | змішана (28 проп. + 28 маж.)  |           | 44,14 % | Лукін Сергій Миколайович        |
| 4  | Калузька область                                                 | Вибори в Законодавче зібрання | 40           | змішана (20 проп. + 20 маж.)  |           | 35,36 % | Савін Олександр Олександрович   |
| 5  | Костромська область                                              | Вибори в обласну думу         | 35 (було 36) | змішана (10 проп. + 25 маж.)  |           | 31,97 % | Калашнік Сергій Вікторович      |
| 6  | Курганська область                                               | Вибори в обласну думу         | 34           | змішана (17 проп. + 17 маж.)  |           | 31,05 % | Муратов Сергій Миколайович      |
| 7  | Магаданська область                                              | Вибори в обласну думу         | 21           | змішана (11 проп.. + 10 маж.) |           | 33,17 % | Іванов Сергій Павлович          |
| 8  | Новосибірська область                                            | Вибори в Законодавче зібрання | 76           | м (38 проп. + 38 маж.)        |           | 28,25 % | Карелін Олександр Олександрович |
| 9  | Рязанська область                                                | Вибори в обласну думу         | 40 (було 36) | змішана (18 проп.. + 18 маж.) |           | 32,49 % | Морозов Ігор Миколайович        |
| 10 | Челябінська область                                              | Вибори в Законодавче зібрання | 60           | змішана (30 проп. + 30 маж.)  |           | 33,87 % | Цепкін Олег Володимирович       |
| 11 | Ямало-Ненецький автономний округ Ямало-Ненецький автономий округ | Вибори в Законодавче зібрання | 22           | змішана (11 проп. + 11 маж.)  |           | 47,11 % | Лєдков Григорій Петрович        |

Кольори партій на діаграмах результатів

## Муніципальні вибори

### Глави крупних і середніх міст
| № | Город                                | Выборы                                                 | Предыдущий глава                            | Избран                       | Процент голосов | Явка    |
| - | ------------------------------------ | ------------------------------------------------------ | ------------------------------------------- | ---------------------------- | --------------- | ------- |
| 1 | Іркутська область                    | Вибори мера Ангарського міського округу                | Петров Сергій Анатолійович з 30 квітня 2015 | Петров Сергій Анатолійович   | 65,47 %         | 34,7 %  |
| 2 | Черногорськ (Хакасія)                | Вибори глави міста Черногорськ                         | Бєлоногов Василь Васильович з 17 січня 2010 | Бєлоногов Василь Васильович  | 28,22 %         | 20,71 % |
| 3 | Білогорськ (Амурська область)        | Вибори глави муніципального утворення міста Білогорськ | Мелюков Станіслав Юрійович с 7 ноября 2008  | Мелюков Станіслав Юрійович   | 61,08 %         | 26,67 % |
| 4 | Краснокаменськ (Забайкальський край) | Вибори глави міського поселення «Місто Краснокаменськ» | Діденко Юрій Андрійович з 24 вересня 2015   | Мудрак Ігор Георгійович      | 57,6 %          | 11,34 % |
| 5 | Черемхово (Іркутська область)        | Вибори мера міста Черемхово                            | Семьонов Вадим Олександрович з 1 січня 2006 | Семьонов Вадим Олександрович | 86,99 %         | 35,07 % |

### Муніципальні парламенти

#### Парламенти столиць суб'єктів
| №  | Муніципальне утворення                                        | Вибори                                   | Депутатів    | Виборча система              | Результат | Явка    |
| -- | ------------------------------------------------------------- | ---------------------------------------- | ------------ | ---------------------------- | --------- | ------- |
| 1  | Сиктивкар Міський округ «Сиктивкар» (Республіка Комі)         | Вибори в рада                            | 30           | Змішана (15 проп. + 15 маж.) |           | 26,39 % |
| 2  | Казань Місто Казань (Татарстан)                               | Вибори в міську думу                     | 50           | Змішана (25 проп. + 25 маж.) |           | 55,44 % |
| 3  | Іжевськ Місто Іжевськ (Удмуртія)                              | Вибори в міську думу                     | 35 (було 42) | Змішана (10 проп. + 25 маж.) |           | 15,62 % |
| 4  | Чебоксари Місто Чебоксари (Чувашія)                           | Вибори в міське зібрання депутатів       | 43           | Змішана (22 проп. + 21 маж.) |           | 40,44 % |
| 5  | Краснодар Місто Краснодар (Краснодарський край)               | Вибори в міську думу                     | 52           | Змішана (13 проп. + 39 маж.) |           | 23,32 % |
| 6  | Астрахань Місто Астрахань (Астраханська область)              | Вибори в міську думу                     | 36           | мажоритарна                  |           | 14,2 %  |
| 7  | Володимир Місто Володимир (Володимирська область)             | Вибори в рада народних депутатів         | 25 (було 35) | мажоритарна                  |           | 17,1 %  |
| 8  | Воронеж Міський округ місто Воронеж (Воронезька область)      | Вибори в міську думу                     | 36           | Змішана (12 проп. + 24 маж.) |           | 16,8 %  |
| 9  | Іваново Міський округ Іваново (Івановська область)            | Вибори в міську думу                     | 30           | Змішана (10 проп. + 20 маж.) |           | 14,71 % |
| 10 | Калуга Міський округ «Місто Калуга» (Калузька область)        | Вибори в міську думу                     | 35           | Змішана (10 проп. + 25 маж.) |           | 24,47 % |
| 11 | Кострома Міський округ місто Кострома (Костромська область)   | Вибори в думу                            | 33 (було 38) | мажоритарна                  |           | 27,01 % |
| 12 | Липецьк Місто Липецьк (Липецька область)                      | Вибори в міська рада депутатів           | 36 (було 48) | мажоритарна                  |           | 18,65 % |
| 13 | Магадан Місто Магадан (Магаданська область)                   | Вибори в міську думу                     | 21 (було 28) | мажоритарна                  |           | 21,1 %  |
| 14 | Нижній Новгород Місто Нижній Новгород (Нижегородська область) | Вибори в міську думу                     | 35 (було 47) | мажоритарна                  |           | 14,89 % |
| 15 | Новосибірськ Місто Новосибірск (Новосибірська область)        | Вибори в раду депутатів                  | 50           | мажоритарна                  |           | 18,43 % |
| 16 | Оренбург Місто Оренбург (Оренбурзька область)                 | Вибори в міську раду                     | 40           | Змішана (20 проп. + 20 маж.) |           | 17,39 % |
| 17 | Орел Місто Орел (Орловська область)                           | Вибори в міський раду народних депутатів | 38           | Змішана (10 проп. + 28 маж.) |           | 26,26 % |
| 18 | Ростов-на-Дону Місто Ростов-на-Дону (Ростовська область)      | Вибори в міську думу                     | 40           | Змішана (10 проп. + 30 маж.) |           | 24,47 % |
| 19 | Смоленськ Місто Смоленськ (Смоленська область)                | Вибори в міську раду                     | 30           | Змішана (10 проп. + 20 маж.) |           | 24,83 % |
| 20 | Тамбов Місто Тамбов (Тамбовська область)                      | Вибори в міську думу                     | 36           | Змішана (18 проп. + 18 маж.) |           | 32,82 % |
| 21 | Томськ Місто Томськ (Томська область)                         | Вибори в думу                            | 37           | Змішана (10 проп. + 27 маж.) |           | 16,76 % |
| 22 | Ульяновськ Місто Ульяновськ (Ульяновська область)             | Вибори в міську думу                     | 40           | мажоритарна                  |           | 18,93 % |

Кольори партій на діаграмах результатів

#### Парламенти внутрішньоміських районів
| № | Муніципальне утворення                                  | Вибори                                                            | Депу- татів | Виборча система | Результат | Результат | Явка |
| - | ------------------------------------------------------- | ----------------------------------------------------------------- | ----------- | --- | --------- | --------- | ---- |
| 1 | Внутрішньоміські райони Махачкали (Дагестан)            | Вибори у раду депутатів                                           | 79          | пропорційна, 45 депутатів (по 15 з кожного зібрання депутатів) — в Зібрання депутатів міського округу «місто Махачкала» |           |           |      |
| 2 | Внутрішньоміські райони Самари (Самарська область)      | Вибори в районні ради депутатів                                   | 210         | мажоритарна, 41 депутат з районних рад депутатів — в Думу міського округу Самари                                        |           |           |      |
| 3 | Внутрішньоміські муніципальні утворення Москви (Москва) | Довиборы в районні ради депутатів районів Бабушкінський і Мар'їно | 4           | Довибори в ради депутатів на основі Муніципальних виборів в Москві в 2017 році                                          |           |           |      |

#### Парламенти інших крупних міст
| №  | Муніципальне утворення                                               | Вибори                             | Депутатів | Виборча система | Результат                                                                       | Явка |
| -- | -------------------------------------------------------------------- | ---------------------------------- | --------- | --------------- | ------------------------------------------------------------------------------- | ---- |
| 1  | Набережні Челни Місто Набережні Челни (Татарстан)                    | Вибори в міську раду               |           |                 |                                                                                 |      |
| 2  | Балашиха Міський округ Балашиха (Московська область)                 | Вибори в раду депутатів            | 35        | мажоритарна     | Єдина Росія — 24, КПРФ — 6, Справедлива Росія — 2, ЛДПР — 2, самовисуванець — 1 |      |
| 3  | Сочі Міський округ місто-курорт Сочі (Краснодарський край)           | Вибори в міське зібрання           |           |                 |                                                                                 |      |
| 4  | Магнітогорськ Магнітогорський міський округ (Челябінська область)    | Вибори в міське зібрання депутатів |           |                 |                                                                                 |      |
| 5  | Подольськ Міський округ Подольск (Московська область)                | Вибори в раду депутатів            |           |                 |                                                                                 |      |
| 6  | Стерлітамак Міський округ місто Стерлитамак (Башкортостан)           | Вибори в раду                      | 25        | мажоритарна     |                                                                                 |      |
| 7  | Новоросійськ Місто Новоросійськ (Краснодарський край)                | Вибори в міську думу               |           |                 |                                                                                 |      |
| 8  | Нижньокамськ Міське поселення місто Нижньокамськ (Татарстан)         | Вибори в міську раду               |           |                 |                                                                                 |      |
| 9  | Шахти Місто Шахти (Ростовська область)                               | Вибори в міську думу               |           |                 |                                                                                 |      |
| 10 | Дзержинськ Міський округ місто Дзержинськ (Нижегородська область)    | Вибори в міську думу               |           |                 |                                                                                 |      |
| 11 | Орськ (Оренбурзька область)                                          | Вибори в міська рада депутатів     | 25        |                 | Єдина Росія — 18, КПРФ — 3, Справедлива Росія — 2, самовисуванці — 2            |      |
| 12 | Ангарськ Ангарський міський округ (Іркутська область)                | Вибори в думу                      |           |                 |                                                                                 |      |
| 13 | Армавір Муніципальне утворення місто Армавир (Краснодарський край)   | Вибори в міську думу               |           |                 |                                                                                 |      |
| 14 | Волгодонськ Місто Волгодонськ (Ростовська область)                   | Вибори в міську думу               | 25        |                 |                                                                                 |      |
| 15 | Новочеркаськ Місто Новочеркасськ (Ростовська область)                | Вибори в міську думу               |           |                 |                                                                                 |      |
| 16 | Златоуст Златоустовський міський округ (Челябінська область)         | Вибори в зібрання депутатів        |           |                 |                                                                                 |      |
| 17 | Альметьєвськ Місто Альметьєвськ (Татарстан)                          | Вибори в міську раду               |           |                 |                                                                                 |      |
| 18 | Електросталь Міський округ Електросталь (Московська область)         | Вибори в раду депутатів            |           |                 |                                                                                 |      |
| 19 | Міас Міаський міський округ (Челябінська область)                    | Вибори в зібрання депутатів        |           |                 |                                                                                 |      |
| 20 | Салават Міський округ місто Салават (Башкортостан)                   | Вибори в раду                      | 25        | змішана         |                                                                                 |      |
| 21 | Копейськ Копейський міський округ (Челябінська область)              | Вибори в раду депутатів            |           |                 |                                                                                 |      |
| 22 | Березники Березниковський міський округ (Пермський край)             | Вибори в міську думу               |           |                 |                                                                                 |      |
| 23 | Нефтекамськ Міський округ місто Нефтекамськ (Башкортостан)           | Вибори в раду                      |           |                 |                                                                                 |      |
| 24 | Новочебоксарськ Місто Новочебоксарськ (Чувашія)                      | Вибори в міське зібрання депутатів |           |                 |                                                                                 |      |
| 25 | Каспійськ Місто Каспійськ (Дагестан)                                 | Вибори в зібрання депутатів        |           |                 |                                                                                 |      |
| 26 | Новий Уренгой Город Новий Уренгой (Ямало-Ненецький автономний округ) | Вибори в міську думу               |           |                 |                                                                                 |      |
| 27 | Обнінськ Місто Обнінськ (Калузька область)                           | Вибори в міське зібрання           |           |                 |                                                                                 |      |
| 28 | Октябрський Міський округ місто Октябрський (Башкортостан)           | Вибори в раду                      | 25        | змішана         |                                                                                 |      |
| 29 | Єсентуки Місто-курорт Єсентукі (Ставропольський край)                | Вибори в думу                      |           |                 |                                                                                 |      |
| 30 | Сєверськ Міський округ «ЗАТУ Северськ» (Томська область)             | Вибори в думу                      |           |                 |                                                                                 |      |
| 31 | Ачинськ Місто Ачинськ (Красноярський край)                           | Вибори в міську раду депутатів     |           |                 |                                                                                 |      |
| 32 | Арзамас Місто Арзамас (Нижегородська область)                        | Вибори в міську думу               |           |                 |                                                                                 |      |
| 33 | Зеленодольськ Місто Зеленодольськ (Татарстан)                        | Вибори в раду                      |           |                 |                                                                                 |      |

Крім того, міські парламенти будут обиратися в нижченаведених містах з населенням вище 50 тисяч жителів:
- Анапа
- Белебей
- Бор (місто)
- Бугульма
- Будьонновськ (з районом)
- Бузулук
- Буйнакськ
- Воркута
- Воткінськ
- Вязьма
- Глазов
- Гудермес
- Гуково
- Дмитров
- Єлабуга
- Желєзногорськ (Красноярський край)
- Жигульовськ
- Ішим
- Ішимбай
- Каменськ-Шахтинський
- Канськ
- Кінешма
- Кузнецьк
- Кумертау
- Леніногорськ (Татарстан)
- Лісосибірськ
- Ліски
- Литкаріно
- Мелеуз
- Мінеральні Води
- Мічуринськ
- Новотроїцьк
- Озерськ (Челябінська область)
- Павлово (з районом)
- Розсош
- Сарапул
- Саров
- Сєвероморськ
- Сібай
- Снєжинськ
- Сунжа
- Тобольськ
- Троїцьк (Челябінська область)
- Туймази
- Ухта
- Фрязино
- Чапаєвськ
- Черемхово
- Чистополь
- Шадринськ
- Шуя